# 藤江村 (広島県)
藤江村（ふじえむら）は、広島県沼隈郡にあった村。現在の福山市の一部にあたる。

## 地理
- 海洋：松永湾（瀬戸内海）[2]
- 河川：新川[2]

## 歴史
- 1889年（明治22年）4月1日、町村制の施行により、沼隈郡藤江村が単独で村制施行し、藤江村が発足[1][2]。
- 1902年（明治35年）藤江郵便局開設[2]。
- 1954年（昭和29年）3月31日、沼隈郡松永町、神村、金江村、東村、本郷村、柳津村と合併し、市制施行して松永市を新設して廃止された[1][2]。

## 産業
- 畳表、花筵、農業[2]

## 教育
- 1891年（明治24年）沼隈小学区大九尋常小学校を藤江尋常小学校に改称[2]。